# Jamin Olivencia
Jamin Olivencia (7 de agosto de 1985) es un luchador profesional estadounidense, que trabajó para Global Force Wrestling y Ohio Valley Wrestling (OVW). Entre sus logros, destaca el haber sido tres veces Campeón Peso Pesado de la OVW, dos veces Campeón Sureño por Parejas de la OVW y tiene el récord con ocho reinados del Campeonato Televisivo de la OVW, lo que le hace OVW Triple Crown Champion.

## Carrera

### Otras promociones (2003-presente)

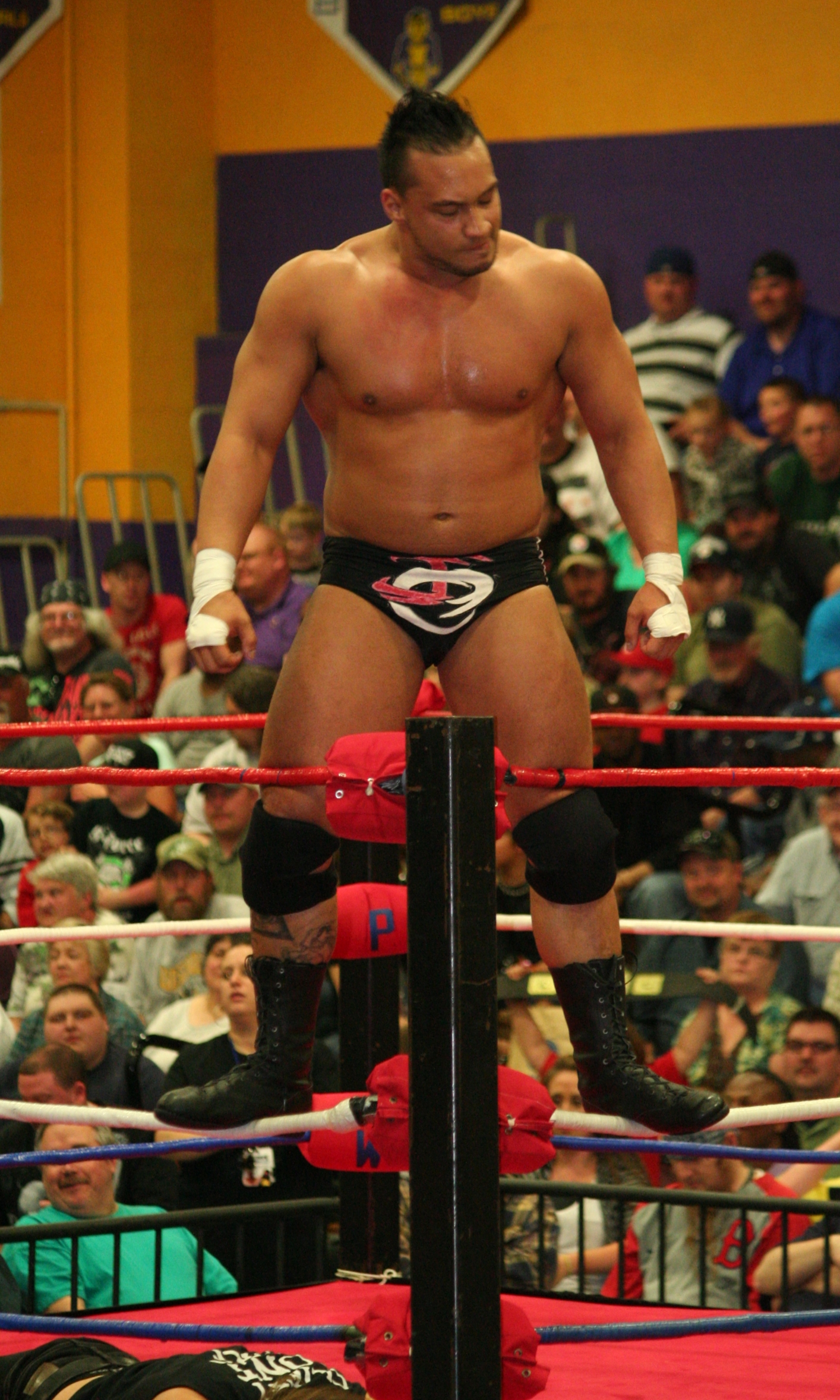
Olivencia antes de enfrentarse a Domino.

Olivencia hizo su debut en la lucha libre profesional el 16 de agosto de 2003 en la promoción Empire State Wrestling como J Man. El 28 de septiembre de 2013, regresó a Empire State Wrestling, derrotando a Johnny Gargano. El 18 de enero, fue derrotado por el campeón heavyweight de ESW, Chris Cooper en una lucha titular.
Olivencia debutó el 28 de noviembre de 2005 en la World Wrestling Entertainment, luchando en el programa secundario WWE Sunday Night HEAT junto con Brad Bradley, como Jamyn Oliveris, en una lucha que perdieron contra Viscera & Val Venis. Su siguiente combate sería el 15 de julio de 2010 en WWE Superstars, como Jamin Canseco, perdiendo junto con Matthew Capiccioni ante Curt Hawkins & Vance Archer. El 30 de julio de 2012 en WWE RAW, apareció como un médico donde junto a otros, se llevaron a Daniel Bryan al hospital por orden de AJ Lee. El 20 de septiembre de 2013, luchó en WWE SmackDown como Nick Nardone, siendo derrotado por Ryback. Regresó el 15 de abril de 2014, en un dark match previo a WWE Main Event, perdiendo frente a Bo Dallas. Apareció a lo largo de 2014 en WWE RAW y WWE SmackDown como un Rosebud de Adam Rose.
El 16 de noviembre de 2010 luchó en el dark match de Impact Wrestling, el programa televisivo de la Total Nonstop Action Wrestling, perdiendo ante Stevie Richards. El 5 de noviembre de 2011 hizo su debut en Ring of Honor, en ROH on HDNet, perdiendo ante Mike Bennett.
El 15 de octubre de 2011, en Awesome Wrestling Entertainmet: Night of Legends, derrotó a Sonjay Dutt, en el mejor combate de la noche, según los fanes. El 13 de abril de 2013, en Top Rope Wrestling: Night of Superstars, derrotó a Domino.
El 27 de abril de 2013, Olivencia empezó en el torneo Race the Ring de Wrestling Cares Association en el cual estaban los 32 mejores luchadores independientes. Estaba previsto que se enfrentase a Sami Callihan, pero este no pudo asistir y fue sustituido por Chuck Taylor. Olivencia derrotó a Taylor en un 10 minutes Iron Match por 3-1, avanzando a cuartos de final, donde perdió ante Adam Cole en otro 10 minutes Iron Match en la prórroga tras un empate.
El 27 de abril de 2014, en Heartland Wrestling Association, fue derrotado por AJ Styles.
Tras dos años sabáticos, volvió a los cuadriláteros derrotando a Mr. Anderson para convertirse en el primer Campeón Mundial Peso Pesado de AWE.

### Ohio Valley Wrestling (2005-2014)

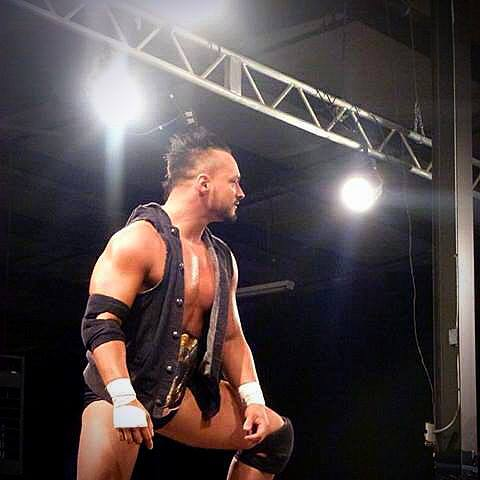
Olivencia haciendo su entrada en OVW.

Olivencia debutó en OVW en 2005 con su nombre real. No fue hasta el 1 de agosto de 2007, cuando Olivencia y TJ Dalton derrotaron a The James Boys, ganando el Campeonato Sureño por Parejas de la OVW. Su reinado duró hasta el 24 de agosto de 2007, donde fueron derrotados por los James Boys. Después de su derrota, Olivencia permaneció inactivo por un par de meses.
Olivencia re-debutó en la OVW el 7 de noviembre de 2007, en un combate en parejas con Ace Steel frente a Matt Sydal y Seth Skyfire, donde fue derrotado. Antoni Polaski & Vladimir Kozlov le propinaron a Ace Steel & Jamin Olivencia una derrota el 5 de diciembre de 2007. Olivencia ganó su primera lucha el, donde Ace Steel & Jamin Olivencia derrotaron a The Insurgency (Ali & Omar Akbar). Durante el próximo mes, Olivencia sólo participó en combates por parejas.
El 20 de febrero de 2008, Olivencia derrotó a James Curtis ganando el Campeonato de la Televisión de la OVW. El 12 de marzo, Joey Matthews derrotó a Olivencia, ganando el campeonato. Ocho meses después, el 15 de octubre de 2008, Rudy Switchblade le entregó a Olivencia el Campeonato de la Televisión de la OVW, debido a no poder defenderlo por lesión. Poco después, esa misma noche, Igotta Brewski derrotó a Olivencia ganando el campeonato. El 14 de mayo de 2011, Olivencia derrotó a Mohamad Ali Vaez ganando su sexto Campeonato Televisivo de la OVW. Sin embargo, lo perdió el 25 de mayo ante Rudy Switchblade en una triple amenaza en la que también participaba Mohamad Ali Vaez.
Participó en el torneo por el OVW Heavyweight Championship vacante derrotando en octavos a Rocco Bellagio, en cuartos a Ted McNaler, pero perdiendo en semifinales ante Mike Mondo. Tras esto, comenzó un feudo con Rudy Switchblade siendo derrotado en Saturday Night Special September, pero ganó en Saturday Night Special October. Tras un tiempo de descanso, regresó en SNS February 2012 ganando una batalla royal para ser el contendiente n.º 1 al OVW Heavyweight Championship, sin embargo, fue derrotado por el campeón Johnny Spade. En una lucha para ser el retador n.º 1 al OVW Heavyweight Championship frente a Shiloh Jonze, Mohamad Ali Vaez interfirió en el combate para atacar a Olivencia, perdiendo este el combate y empezando un feudo con Vaez, lo que les llevó a un combate en Saturday Night Special April 2012, combate que ganó Olivencia por DQ. En la revancha, Vaez derrotó a Olivencia con ayuda de The Family. Tras la derrota, Olivencia comenzó a aparecer con una máscara y con el nombre de Chito Martínez. Tras una racha de victorias, Mohamad Ali Vaez le retó a una lucha por el OVW Television Championship, Olivencia aceptó y se desenmascaró. El 2 de junio de 2012, derrotó a Muhammad Ali Vaez para ganar el Campeonato Televisivo de la OVW, rompiendo su anterior récord de reinados, con 7 ostentaciones. Sin embargo, el 13 de junio fue despojado del título cuando, durante una defensa ante Vaez, el árbitro ayudó a Ali a ganarlo. Ante esto, la Junta Directiva de OVW dejó el título vacante.
Tras conseguir una oportunidad por el OVW Heavyweight Championship en Saturday Night Special August 2012, comenzó un feudo con el campeón Johnny Spade, sin embargo, quedaron empate en SNS. Finalmente, en Saturday Night Special September 2012 perdió ante Spade en un 30 minutes Iron Match.
Regresó a OVW, tras grabar Love Games on Oxygen y The Elaborate Entrace of Chad Deity, enfrentándose en múltiples ocasiones al Campeón de la Televisión de OVW Joe Coleman, siempre ganando por DQ. El 1 de diciembre, derrotó a Coleman en un No DQ match, ganando el Campeonato Televisivo de la OVW por octava vez. Tras el combate, fue atacado por Cliff Compton, comenzando un feudo con este. El 5 de enero de 2013 Jamin perdió el título ante Compton. 
Más tarde, empezó un feudo con Doug Williams por el Campeonato Peso Pesado de la OVW. Finalmente, tras casi ocho años en OVW, el 2 de marzo de 2013, derrotó a Doug Williams, ganando el OVW Heavyweight Championship, consiguiendo también la Triple Corona. Sin embargo, el miércoles siguiente, el 6 de marzo, en OVW TV, el título le fue devuelto a Doug Williams por no haber sido descalificado durante el combate. Tras derrotar a Jason Wayne y, más tarde, a Crimson, volvió a ser retador al título. En el Saturday Night Special, su combate con Doug Williams quedó sin resultado tras una lesión fingida del inglés. Finalmente, el 10 de abril, se coronó nuevo Campeón Peso Pesado de OVW. El 19 de octubre, rompió el récord de Rip Rogers, convirtiéndose en el campeón con el reinado más largo de la historia del título, con 192 días. Tras retenerlo 241 días, el 4 de diciembre fue despojado del título. Sin embargo, el 7 de diciembre derrotó a Johnny Spade, recuperándolo. Finalmente, perdió el título de nuevo, esta vez ante Marcus Anthony. Tras varias oportunidad, finalmente, el 10 de mayo, recuperó el título, convirtiéndose en campeón por tercera vez, para volver a perderlo el mes siguiente ante el mismo.
Tras su feudo con Anthony, consiguió el OVW Southern Tag Team Championship con Chris Silvio, durando su reinado poco menos de un mes. Tras esto, abandonó OVW tras 9 años en la empresa.

### Global Force Wrestling (2015)
El 11 de mayo de 2015, fue anunciado como parte de la nueva empresa Global Force Wrestling de Jeff Jarrett. Tras luchar en un par de live shows, no volvió a aparecer en GFW.

## Vida personal
Jamin Olivencia es actor y ha participado en el teatro "The Elaborate Entrace of Chad Deity" a lo largo de toda USA. También da charlas de motivación en las escuelas del área de Louisville, Kentucky.
Es también conocido por haber participado en Love Games de Oxygen Network a finales de 2012.

## En lucha
- Movimientos finales
  - O Drop / Standing O (Jumping Guillotine DDT)
- Movimientos de firma
  - Flying Elbow Butt
  - Moonsault arm drag

## Campeonatos y logros
- Ohio Valley Wrestling
  - OVW Heavyweight Championship (3 veces)
  - OVW Television Championship (8 veces)
  - OVW Southern Tag Team Championship (2 veces) - con TJ Dalton (1) y Chris Silvio (1)
  - OVW Triple Crown Championship (undécimo)

- Pro Wrestling Illustrated
  - Situado en el N°390 en los PWI 500 del 2008[4]
  - Situado en el Nº454 en los PWI 500 del 2012[5]
  - Situado en el Nº142 en los PWI 500 del 2013[6]